# 귀신의 향기
"귀신의 향기"는 2019년에 개봉한 대한민국의 영화이다.

## 캐스팅
- 강경준 : 동석 역
- 이엘 : 지연 역
- 성지루 : 성택 역
- 전수경 : 희수 역
- 손병호 : 무당 역
- 오윤아 : 박 소장 역
- 최규환 : 조수 역
- 박진우 : 김 경사 역
- 백수장 : 오 경장 역
- 정영기 : 고 순경 역
- 박지홍 : 익수 역
- 강성수 : 무식 역
- 임대일 : 성근 역
- 박지아 : 반장아줌마 역
- 김경룡 : 저승사자 역
- 대니 애런즈 : 빌리 역
- 주영호 : 아영 부 역
- 조성희 : 아영 모 역
- 손선근 : 경찰 서장 역
- 오희준 : 고딩남 역
- 이유미 : 고딩녀 역
- 한지은 : 선미 역
- 박명신 : 선미 모 역
- 이동훈 : 중딩남 역
- 백승희 : 우유 아줌마 역
- 윤탁 : 건물주 역
- 이인철 : 동석 부 역
- 정아미 : 동석 모 역
- 옥주리 : 익수 모 역
- 김학룡 : 수진 부 역
- 장서경 : 수진 역
- 정호영 : 특공대 팀장 역
- 김우영 : 눈 찔리는 대원 역
- 한동희 : 싸다구 대원 역
- 전연담 : 문워크 대원 / 눈알 뽑는 감식반 역
- 오유진 : 막내 대원 역
- 전기수 : 성근 대역
- 이유민 : 아영 역
- 남태부 : 남학생 역
- 최청자 : 벽지인간할머니 역
- 최요운 : 벽지인간아줌마 역
- 박이슬 : 벽지인간아가씨 역
- 이정춘 : 에어컨 이삿짐남 역
- 이육헌 : 경찰 간부 역
- 김근영 : 지연 모 역
- 이춘영 : 여학생 1 역
- 정유미 : 여학생 2 역
- 오성현 : 지연미라 역
- 정나진 : 뽀뽀 남 역
- 강소연 : 뽀뽀 녀 역
- 신정훈 : 금은방 직원 역
- 최무성 : 특공대장 역 (우정출연)
- 정한용 : 경비박씨 역 (우정출연)
- 서승만 : 익수 부 역 (우정출연)
- 윤예희 : 수진 모 역 (우정출연)

## 같이 보기
- 2019년 대한민국의 영화 목록